# L'uomo venuto dall'impossibile
L'uomo venuto dall'impossibile (Time After Time) è un film del 1979 diretto da Nicholas Meyer.
Il film prende spunto dal romanzo La macchina del tempo (1895) di Herbert George Wells per elaborare una trama completamente originale. Il soggetto del film fu ispirato alla prima parte del romanzo in fase di scrittura Time After Time di Karl Alexander, che fu pubblicato più o meno nello stesso periodo della distribuzione del film.

## Trama
Lo scrittore H. G. Wells realizza alla fine dell'Ottocento una vera macchina del tempo. La macchina viene però utilizzata da un medico psicopatico, alias Jack lo squartatore, che la usa per fuggire nel futuro, sottraendosi così alla caccia di Scotland Yard.
Wells, sentendosi responsabile di una potenziale tragedia (che Jack possa "inquinare" un futuro che egli immagina utopisticamente libero da violenza e malvagità) parte con la sua stessa macchina del tempo, nel frattempo ritornata dal viaggio nel luogo e nel tempo originario, all'inseguimento del serial killer. Si ritrova così nel mondo contemporaneo (nel 1979, anno di realizzazione del film).
Dopo essersi reso conto che il futuro non è come lo aveva immaginato (significativa la scena in cui Jack lo Squartatore, mostrandogli le scene di violenza in un telegiornale, gli dice "La violenza di questo mondo ha superato perfino la mia. Ai nostri tempi io sarei stato imprigionato come un mostro, qui, adesso, sono un povero frustrato") riesce, con l'aiuto di un'impiegata di banca, a neutralizzare l'assassino. Wells conclude che "Tutti i tempi sono uguali, solo l'amore li rende un po' sopportabili." Ed è proprio l'amore che spinge la ragazza ad abbandonare il suo tempo, per seguire Wells, quando torna al 1893.

## Produzione
Nicholas Meyer, affascinato dalla prima parte del romanzo Time After Time in fase di scrittura da parte del suo amico di college Karl Alexander, opzionò il libro e lo adattò in una sceneggiatura dallo stesso nome, accettando di venderla solo se fosse stato lui il regista. L'accordo venne sottoscritto dalla Warner Bros. e il film divenne il film d'esordio di Meyer come regista. Il romanzo fu pubblicato più o meno nello stesso periodo di uscita del film.
Mary Steenburgen, 10 anni dopo questo film fu nuovamente protagonista in una storia di "amore e viaggi nel tempo", questa volta nei panni di una donna del passato che si innamora di un uomo del futuro, in Ritorno al futuro - Parte III di Robert Zemeckis.

## Riconoscimenti
- Festival internazionale del film fantastico di Avoriaz
  - Gran Prix